# Будинок настоятеля та трапезна Крупицько-Батуринського монастиря
Будинок настоятеля та трапезна Крупицько-Батуринського монастиря або Преображенська церква — православний храм та пам'ятка архітектури місцевого значення у Вербівці.

## Історія
Рішенням виконкому Чернігівської обласної ради народних депутатів від 28.04.1987 № 119 надано статус «пам'ятка архітектури місцевого значення» з охоронним № 41-Чг під назвою «Будинок настоятеля та трапезна Крупицько-Батуринського монастиря». Встановлено інформаційну дошку «Келії з трапезною Батуринського Миколо-Крупицького монастиря 1834 р.» охоронний № 41-Чг/3.

## Опис
Входить до комплексу Крупицько-Батуринського Миколаївського монастиря — на правому березі річки Сейм, що безпосередньо на південний захід від села Вербівка. Наразі комплекс Крупицько-Батуринського Миколаївського монастиря входить до складу Національного історико-культурного заповідника «Гетьманська столиця».
Ансамбль пам'яток цікавий як приклад впливу форм російського класицизму на архітектуру Лівобережної України.
1803 року була збудована «тепла» трапезна Преображенська церква на місці дерев'яної церкви. 1811 року вона була розписана, а 1858 року — перебудована. Кам'яна, Т-подібна у плані церква, подовжена по осі захід-схід, увінчана декоративним куполом з глухим ліхтариком та головкою на круглому глухому барабані. Має три входи (західний, північний та південний), кожен акцентований колонадою з 4 колон, а західний вхід колонадою з трикутним фронтоном.
В 1834 побудовані келії, 1838 — будинок настоятеля.